# Belarus riksvapen

Belarus statsvapen antogs 1995 genom en folkomröstning som ersatte det tidigare riksvapnet som användes från 1991 till 1995. Det nya riksvapnet, som snarare är ett emblem då det saknar heraldisk kvalitet, var en återgång till det vapen som användes när Belarus var en del av Sovjetunionen och är ett typiskt kommunistiskt statsvapen. Skillnaden mot det gamla från Sovjettiden är bara att hammaren och skäran är ersatt med en karta över Belarus.
Trots att vitryssarna delar en distinkt etnisk identitet och språk hade de aldrig tidigare en politisk suveränitet före 1991, förutom under en kort period 1918 då den kortlivade vitryska folkrepubliken använde ryttaren som sitt emblem. De unika vitryska nationella symbolerna skapades inte som ett resultat av de utländska härskarna i de vitryska områdena av Preussen, Polen, Litauen och Ryssland förrän på 1900-talet.
Det tidigare riksvapnet som användes 1991-1995 anknyter till Storfurstendömet Litauens vapen och är näst intill identiskt med Litauens statsvapen. Det är unikt i Europa att ha avskaffat ett kommunistiskt emblem för att sedan återgå till detta igen. Denna återgång gjordes av Aleksandr Lukasjenko som återinförde sovjetiska och kommunistiska symboler igen i Belarus efter att de hade varit avskaffade i några år.

## Galleri

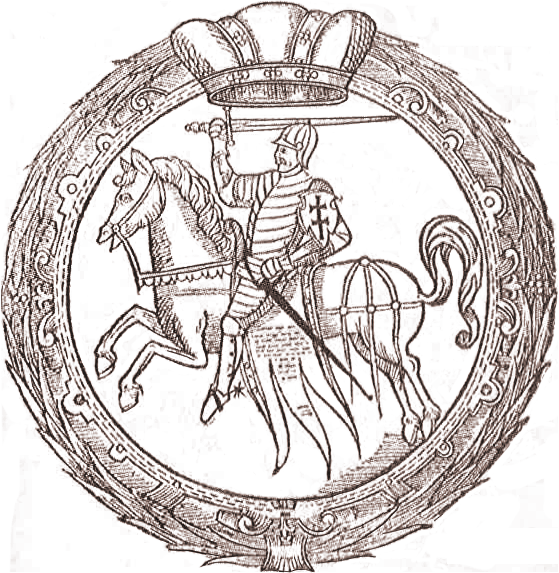
1588
1882
1918
1919—1926
1938—1991
1991—1995